# Телелюй
Телелюй (рос. Телелюй) — село у Грязінському районі Липецької області Російської Федерації.
Населення становить 284  особи. Належить до муніципального утворення Телелюйська сільрада.

## Історія
З 13 червня 1934 до 6 січня 1954 року у складі Воронезької області. Відтак входить до складу Липецької області.
Згідно із законом від 23 вересня 2004 року № 126-ОЗ органом місцевого самоврядування є Телелюйська сільрада.

## Населення
| 2009 | 2010 | 2013 |
| ---- | ---- | ---- |
| 241  | ↗266 | ↗284 |